# フラックス洗浄
フラックス洗浄（フラックスせんじょう、Defluxing）とは、エレクトロニクス製造工程において行われるはんだ付けの際に副生成物として残るフラックス残渣の除去工程である。

## 概要
はんだ付けにおいてフラックスの役割は、溶融した液相のはんだが対象面（銅など）に対して濡れ広がるように、対象面の酸化膜を除去することである。はんだ付け工程が終わると洗浄工程がない限りフラックスの残渣がはんだ付け部に残存する。この残渣が製造工程上もしくはデバイス性能上悪影響を及ぼす際には洗浄除去する必要がある。

## フラックス洗浄が必要なアプリケーション
密着性確保
フラックス残渣がワイヤ・ボンディングや樹脂封止（モールディング）、コンフォーマルコーティングの密着性を阻害するため除去が必要とされる。
マイグレーション対策
従来フラックスはその要求される性能から腐食物質であり、残存することで吸湿しデンドライトを形成しエレクトロケミカルマイグレーションの原因となる。
パーティクル対策
半導体のクリーンルームに入る装置に使われる基板では、フラックス残渣がパーティクルの原因になるため除去されているケースがある。
リーク対策
半導体の検査装置など、非常に敏感な精度を要求される場合、通常なら問題にならないごく微小なリークがフラックス残渣由来で発生することがある。
外観
フラックス残渣があると汚く見える・目視検査を阻害するなどの理由で洗浄することがある。

## 市場動向
以前はマイグレーション対策として広くフラックス洗浄が行われ、洗浄剤としてフロン類が多く使われていたが、オゾン層破壊問題対策としての規制後ははんだメーカーが無洗浄はんだを開発したため、特に日本市場に限って言うと一般的なプリント基板では基本的にフラックス洗浄は行われていない（EU市場では水で希釈した有機系洗浄剤を使用したフラックス洗浄が一般的であり、北米市場では水溶性フラックスを水で洗浄する工程が一般的である。またアジア圏では欧州・北米・日本から進出した企業が多く、それぞれ発祥地の工程を横展開している事例が多い）。
現在は樹脂封止が必要な電子デバイスや半導体後工程で一部行われているが、代替技術が進んでおりフラックス洗浄が必要なアプリケーションは縮小しつつある。例えばパワー半導体では接合材料としてより耐熱性の高い材料が要求されており、そのためにははんだ・フラックスというシステムでは性能不足と考えられている。またフラックスと密着性のよい封止樹脂の開発や、プリンテッド・エレクトロニクスの進展による影響も今後拡大していくと考えられる。